# Fotije Sladojević

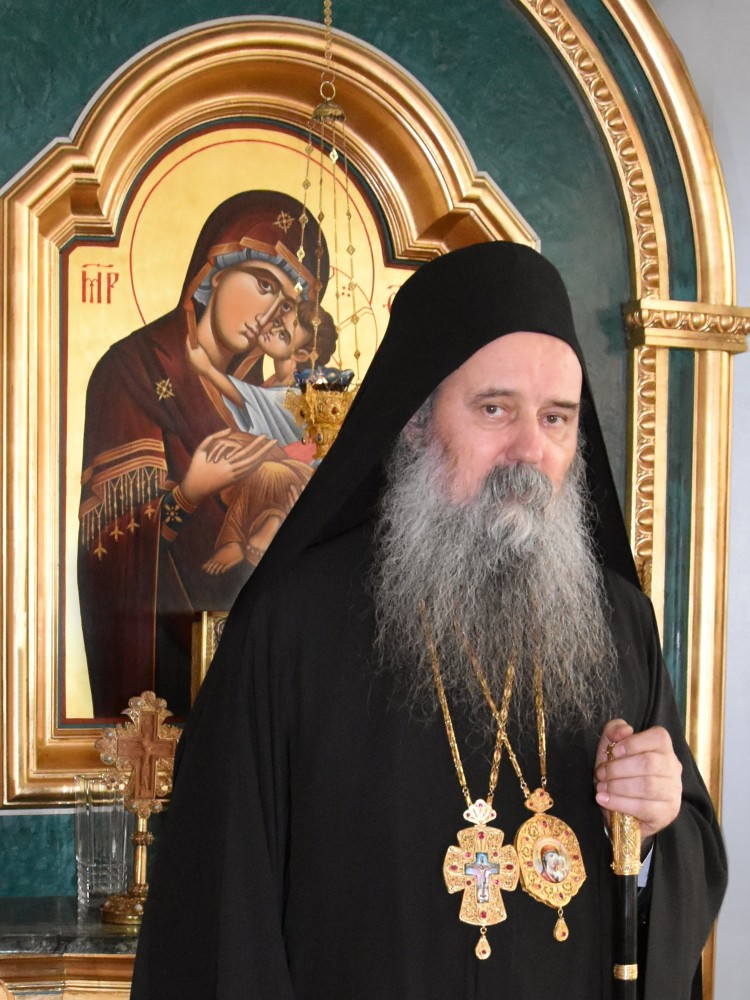
Bischof Fotije (2024)

Fotije Sladojević (serbisch: Фотије Сладојевић (weltlicher Name: Rade Sladojević), * 1. Februar 1961 in Dujakovci, Jugoslawien) ist ein Bischof der Serbisch-Orthodoxen Kirche.

## Leben
Fotije Sladojević wurde am 1. Februar 1961 als Rade Sladojević im Dorf Dujakovci in der Opština Banja Luka in der Bosanska Krajina im heutigen Bosnien und Herzegowina (damals Jugoslawien) geboren.
Die Grundschule besuchte er in Čurug in der Vojvodina, das technische Gymnasium in Novi Sad.
Von 1983 bis 1988 studierte er an der Universität Belgrad Orthodoxe Theologie und verbrachte nach seinem Diplom zwei Jahre zum theologischen Aufbaustudium sowie Sprachstudium in Erlangen. 
1990 wurde er in der serbisch-orthodoxen Diözese Batschka im Kloster Kovilj zum Mönch und später zum Diakon geweiht. 1991 wurde er in den Mönchspriesterstand geweiht.  
Von 1992 bis 1993 war er Priester im Kloster Bođani, von 1993 bis 1998 Professor im Priesterseminar in Sremski Karlovci. 1998 wurde er durch den Heiligen Bischofsynod der Serbisch-Orthodoxen Kirche zum Bischof der Eparchie Dalmatien ernannt. 
Zu Pfingsten 1999 wurde er in der Kathedrale Hl. Nikolaus von Sremski Karlovci  zum Bischof inthronisiert. Und am 31. Oktober 1999 wurde er in der Mariä-Entschlafens-Kathedrale in Šibenik zum Bischof der Eparchie Dalmatien inthronisiert. Von 1999 bis 2004 war er Administrator der Eparchie Ober-Karlovac. 
Seine Amtszeit zeichnet sich durch die Erneuerung des geistlichen Lebens der in den Balkankriegen vertriebenen Serben sowie die Erneuerung zerstörter Gotteshäuser und des Priesterseminars des Klosters Krka aus.
Von 1999 bis 2017 war er der Bischof der Eparchie Dalmatien. Im Mai 2017 wurde Fotije auf der Heiligen Bischofssynode der Serbisch-Orthodoxen Kirche zum Bischof der Eparchie Zvornik-Tuzla gewählt. Am Sonntag, den 17. September 2017 wurde er in der Mariä-Geburt-Kathedrale in Bijeljina als Bischof der Eparchie Zvornik-Tuzla inthronisiert. Neben Serbisch und Englisch spricht er auch Deutsch.